# الجفن (محافظة عقلة الصقور)
الجفن هو مركزٌ سعوديٌ تابعٌ لمحافظة عقلة الصقور التابعة لمنطقة القصيم، في المملكة العربية السعودية. المركز من الفئة (ب)، ورمزه 1870 حسب دليل الترميز الموحد للمناطق الإدارية بالمملكة العربية السعودية.